# Estadio Olímpico Atahualpa
Estadio Olímpico Atahualpa är en stadion i Quito, Ecuador. Den används i huvudsak för fotbollsmatcher, men är också stadion för bland annat friidrott. Stadion har en totalkapacitet på 35 258 platser och stod färdig den 25 november 1951.

## Historik
Arenan byggdes 1951 och ligger i korsningen mellan Avenida 6 de Diciembre och Avenida Naciones Unidas, två stora gator i Ecuadors huvudstad. Fotbollsklubbarna Deportivo Quito, El Nacional och Universidad Católica använder anläggningen för sina hemmamatcher, även om andra framstående lag i staden har använt stadion för hemmamatcher tidigare. Arenan är uppkallad efter inkakejsaren Atahualpa. Stadion ligger på en höjd av 2 782 meter över havet.

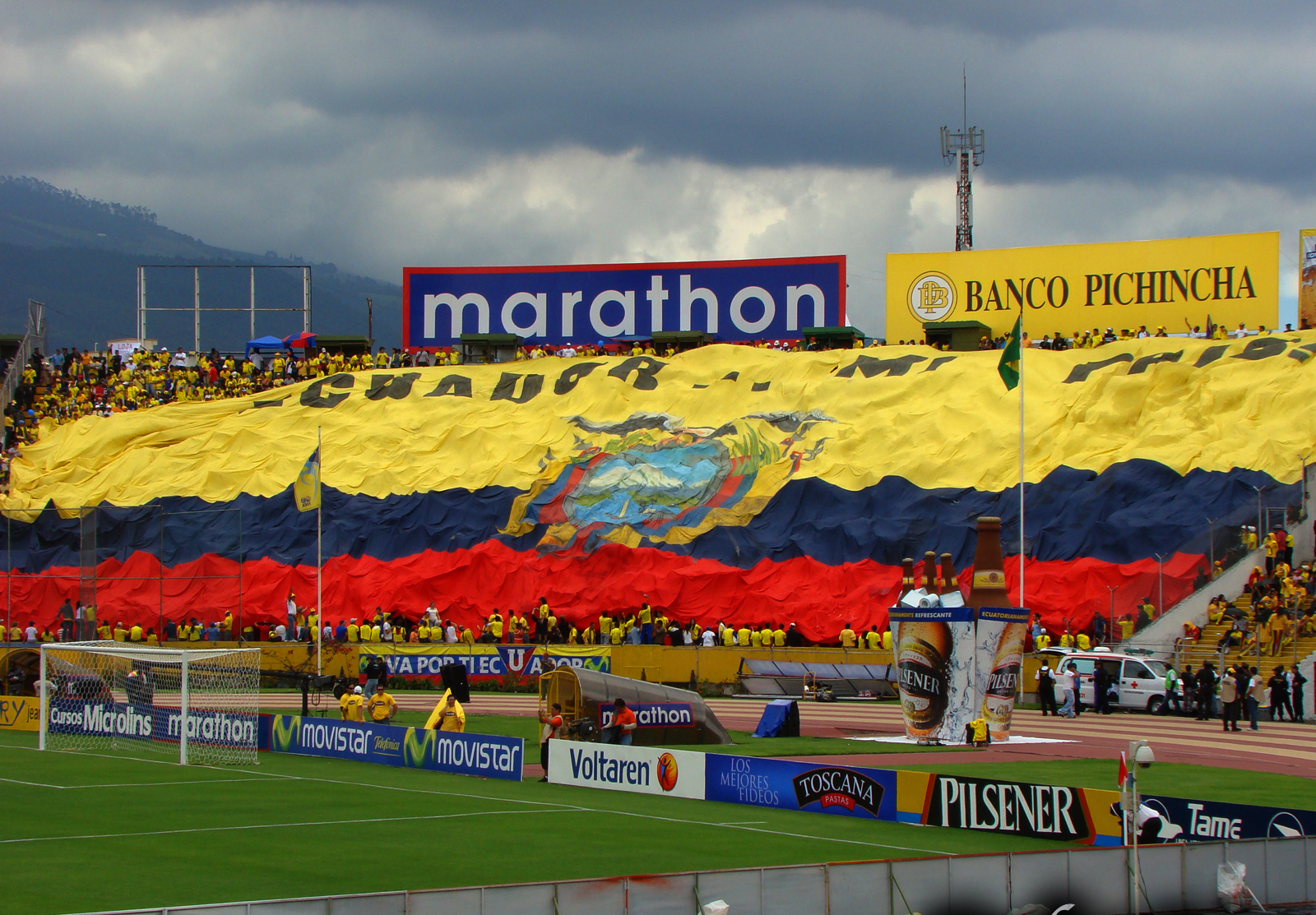
En bild av Atahualpa Stadium tagen under fotbollsmatchen mellan Ecuador och Brasilien i mars 2009

På denna plats har Ecuadors landslag besegrat Brasilien två gånger, Paraguay tre gånger, och Argentina två gånger, bland annat, och säkrat sina positioner i VM i Korea/Japan 2002, Tyskland 2006 och Brasilien 2014. Under kvalificeringen till Tyskland 2006 och Brasilien 2014 kvalificerade Ecuador sig och förblev obesegrade på denna stadion. Detta rekord avbröts av Brasilien i VM-kvalet 2018 efter att Brasilien besegrade Ecuador med 0-3 på stadion.
Den nuvarande strukturen skulle rivas i slutet av 2020 för att ge plats åt en ny, modernare arena, men år 2023 hade detta inte påbörjats.